# Villadossola
Villadossola est une commune italienne de la province du Verbano-Cusio-Ossola dans la région Piémont en Italie.

## Administration
| Période                                  | Période | Identité | Étiquette | Qualité |
| ---------------------------------------- | ------- | -------- | --------- | ------- |
|                                          |         |          |           |         |
| Les données manquantes sont à compléter. |         |          |           |         |

### Communes limitrophes
Beura-Cardezza, Domodossola, Montescheno, Pallanzeno, Seppiana

## Jumelage
- Mercato Saraceno (Italie) depuis 2010

## Personnalité liée à la commune
- Germano Barale (1936-2017), coureur cycliste